# Rupsband

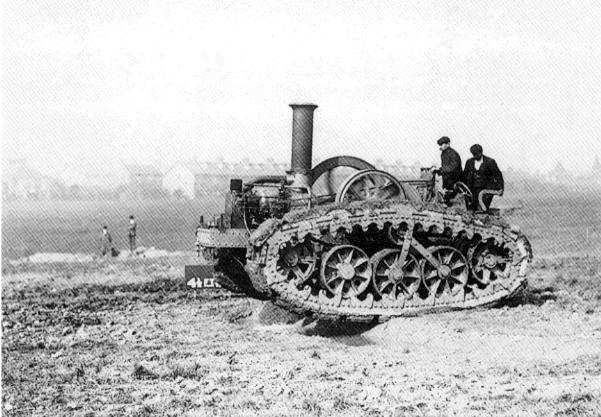
Een vroege tractor op rupsbanden uit het stoommachinetijdperk van Richard Hornsby & Sons uit 1905

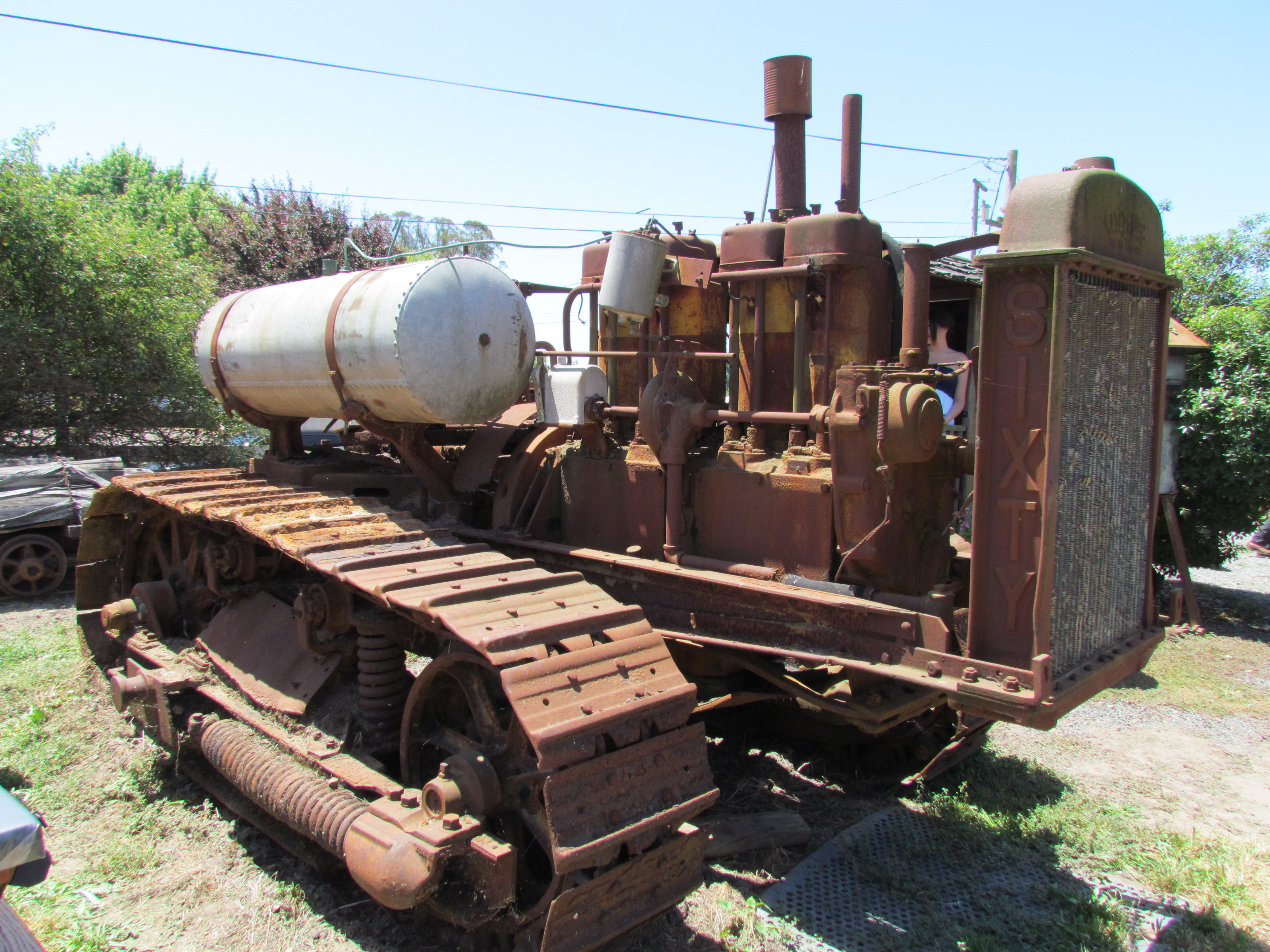
Een Caterpillar 60, een zeer succesvolle tractor op rupsbanden van Caterpillar. Deze tractor had een dieselmotor met een vermogen van 60 pk (45 kW). De Caterpillar 60 is tussen 1917 en 1931, onder verschillende namen en met verschillende uitbreidingen en configuraties geproduceerd, bijvoorbeeld als bulldozer en als Caterpillar D2.

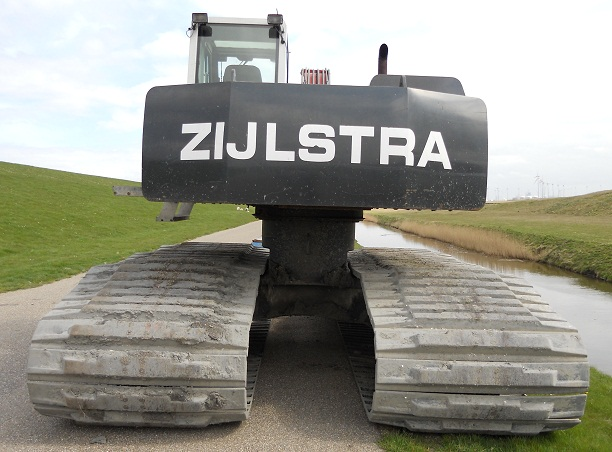
Een lichtgewicht graafmachine op extra brede rupsbanden van glasvezelversterkte kunststof (GVK). Deze moderne graafmachine is ontworpen om (zowel binnen- als buitendijks) op de overwegend boterzachte kleibodem in het waddengebied te werken.

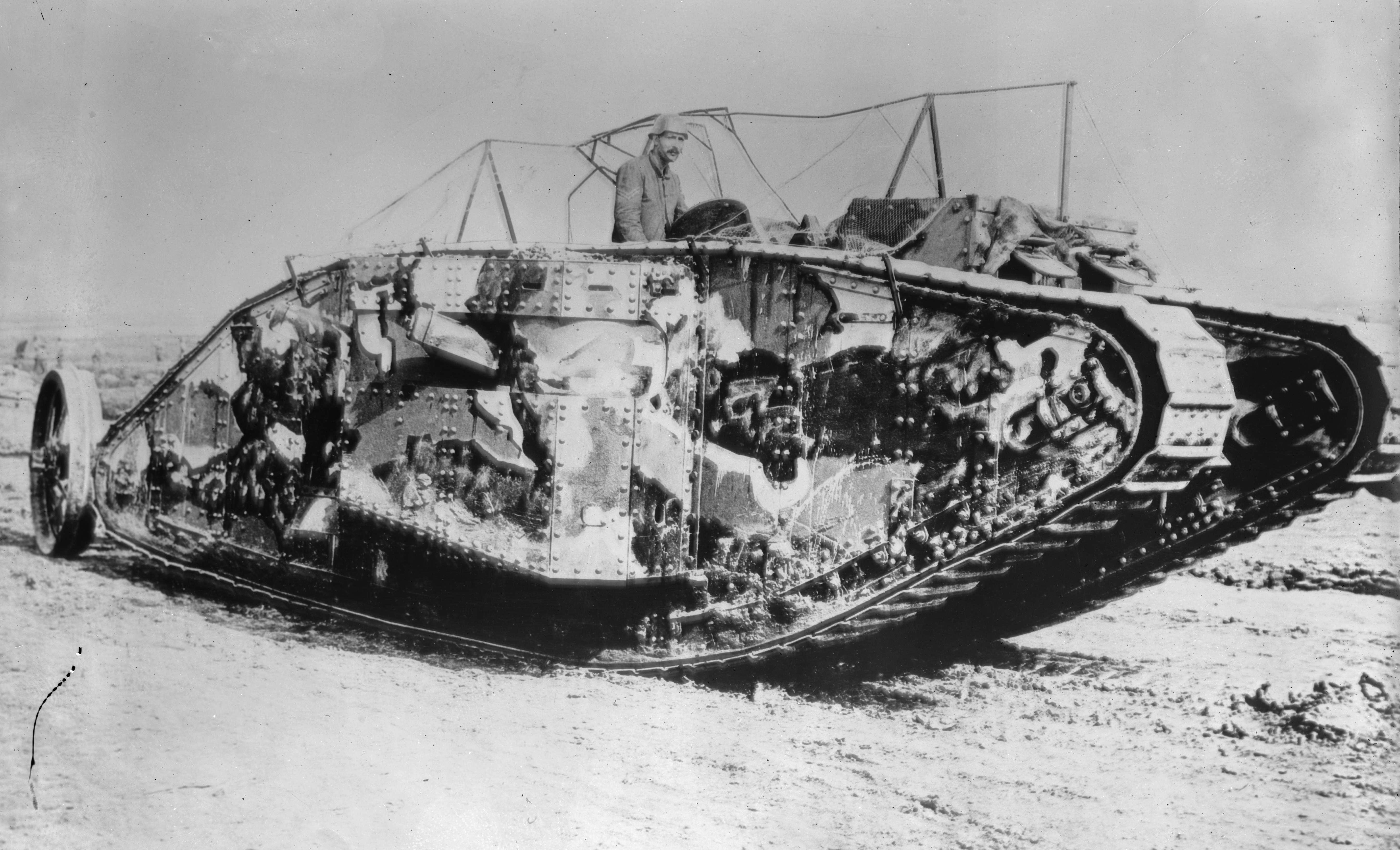
Een Britse Mark I tank uit 1916, een instabiele koektrommel met twee kanonnen aan de zijkanten. Een eerste ontwerp van een instabiele tank die gemakkelijk omvalt.

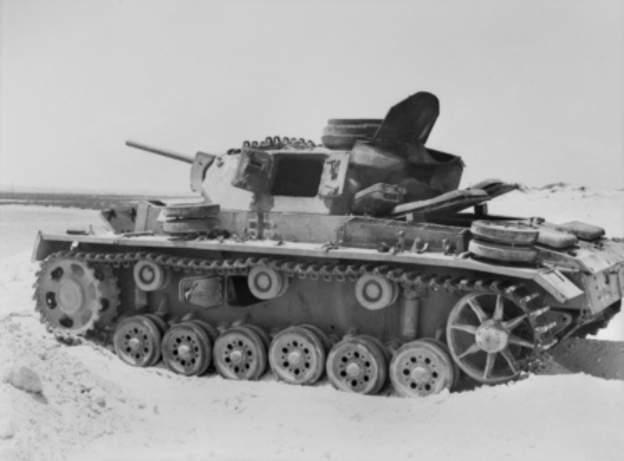
Een beschadigde Duitse Panzer III-tank na de veldslagen bij El Alamein in 1942

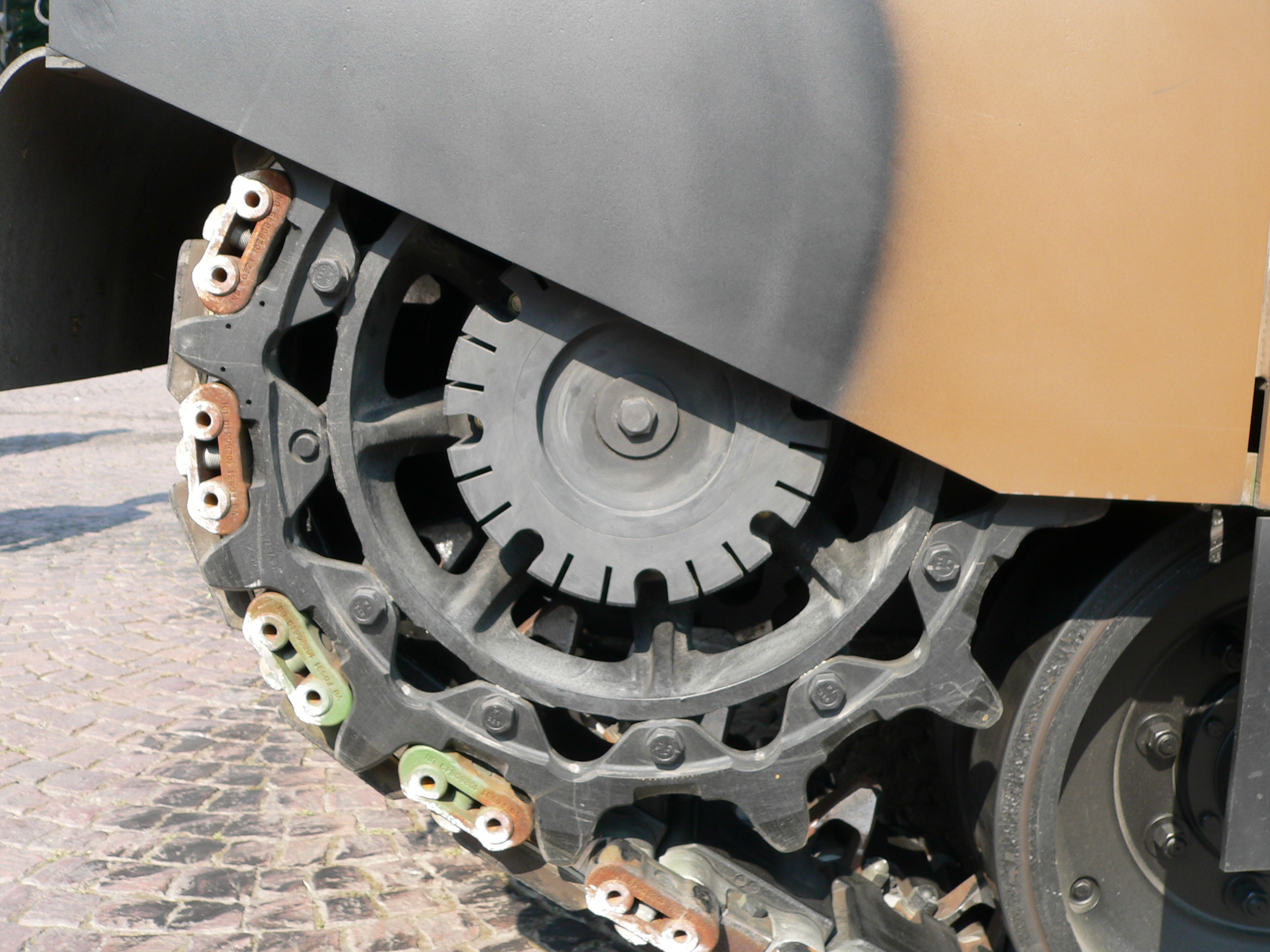
Aandrijfwiel aan de achterkant van een Leclerc-tank

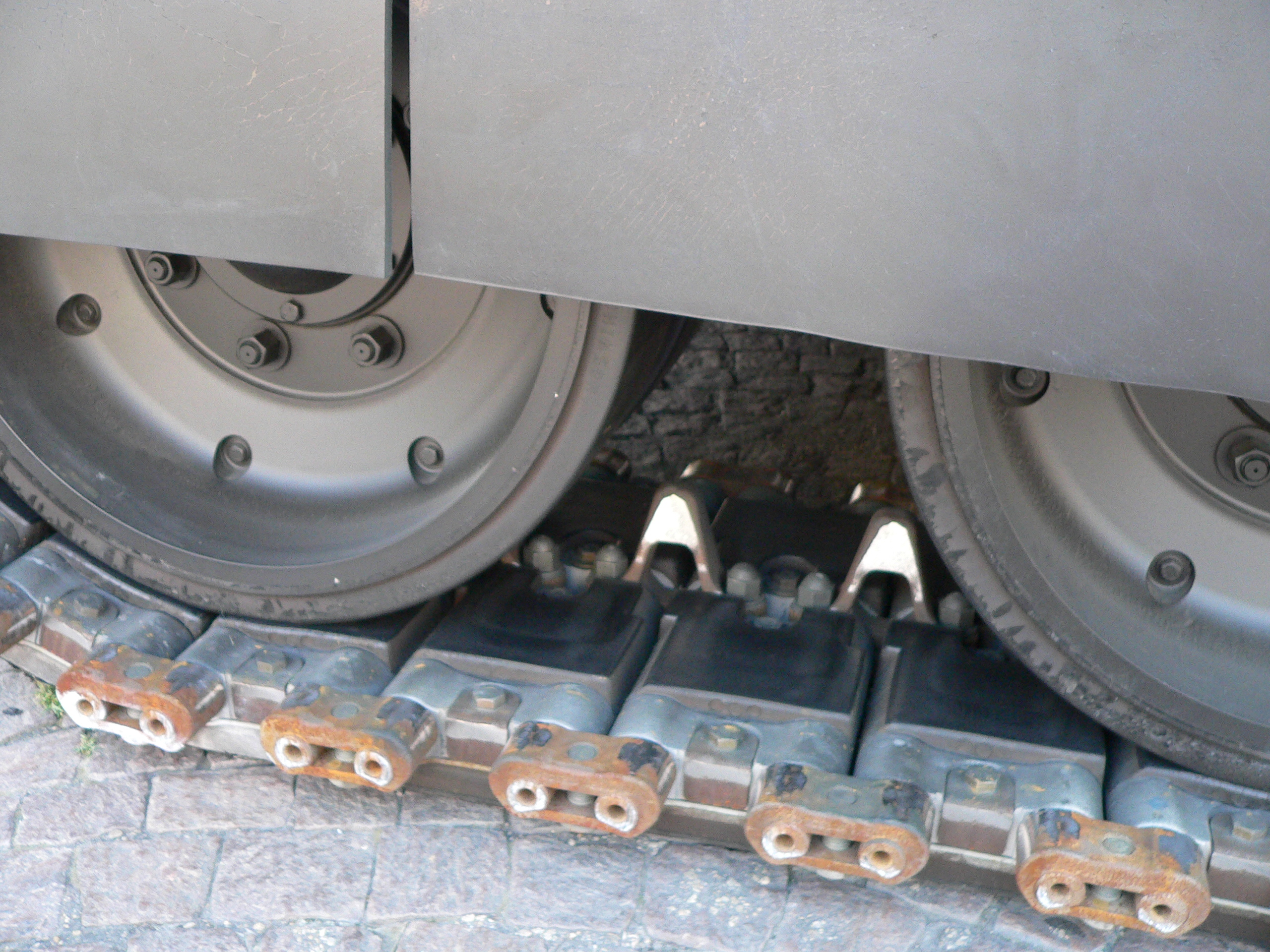
Rupsband van een Leclerc-tank

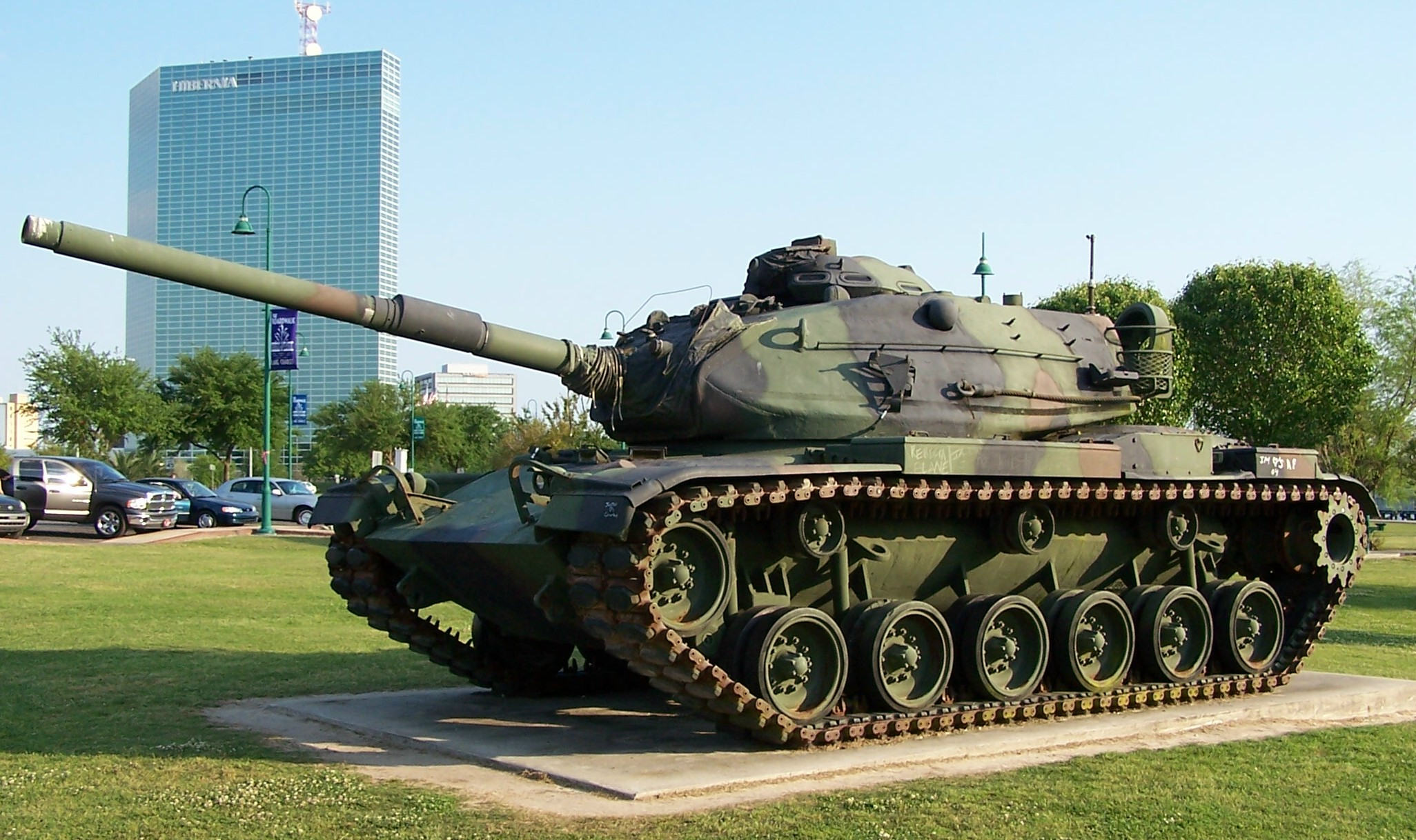
Amerikaanse M60 Patton-tank. Het aandrijfwiel aan de achterkant en de toprollers die de rupsband ondersteunen zijn duidelijk zichtbaar.

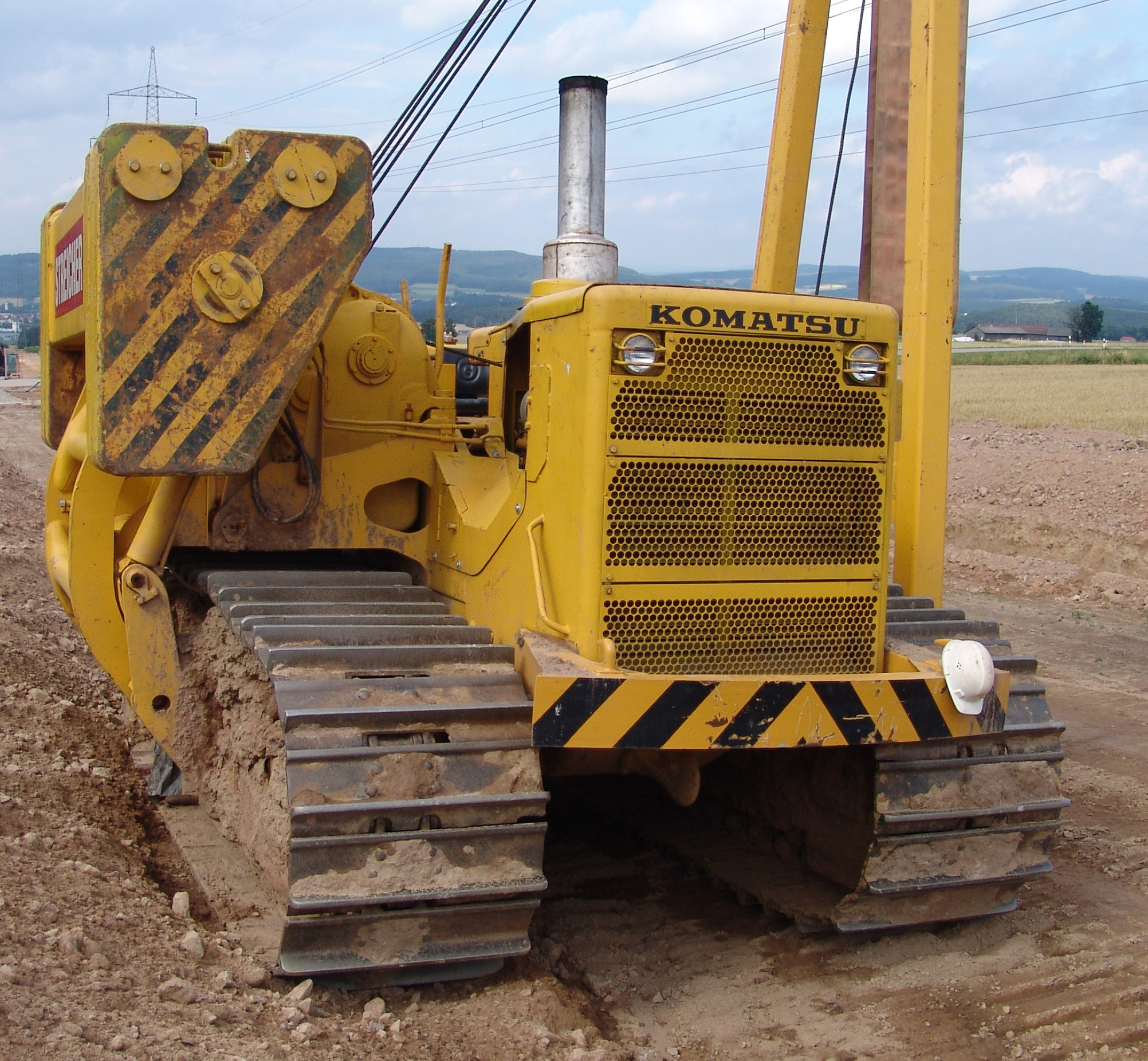
Hijskraan op rupsbanden

Rupsbanden zijn grote modulaire banden die onder andere op graafmachines, tanks, bulldozers, bouwvoertuigen en andere rupsvoertuigen voor onverhard terrein worden gebruikt.

## Geschiedenis
De ontwikkeling van de eerste daadwerkelijk op rupsbanden rijdende voertuigen begon in de tweede helft van de 19e eeuw, in de eerste bloeiperiode van de ontwikkeling van stoommachines. De eerste functionerende rupsvoertuigen kwamen voor het eerst aan het begin van de 20e eeuw op de markt.

### Eerste ontwikkelingen
Een rupsband verdeelt gewicht over een grotere oppervlakte dan een wiel. Daardoor zakken voertuigen met rupsbanden minder gemakkelijk in de bodem weg in gebieden waar voertuigen met wielen dat wel doen. De eerste ideeën voor de ontwikkeling van rupsbanden dateren al uit de achttiende eeuw. De eerste goed functionerende rupsbanden dateren uit de periode rond 1905 en zijn door Richard Hornsby & Sons gebouwd. 
De eerste zware rupsvoertuigen werden met een weinig succes gebruikt om een tractor op een zompige akker aan te drijven. De bodemdruk van een auto is gelijk aan de druk van de lucht in de banden, rond de 207 kPa, terwijl een zeventig ton wegende M1 Abrams tank een bodemdruk heeft van net iets meer dan 103 kPa.
Deze rupsbanden werden door Caterpillar in de jaren na de Eerste Wereldoorlog verbeterd en tijdens het interbellum voor het eerst op grote schaal voor de markt van tractoren, bulldozers en landbouwwerktuigen geproduceerd.

### Militaire toepassingen
De ontwikkelingen van de eerste civiele rupsvoertuigen verliepen meestal moeizaam, maar de ontwikkeling van de eerste militaire toepassingen draaiden daarentegen op reeks van totale mislukkingen uit. De tank die als eerste op 15 september 1916, tijdens de Eerste Wereldoorlog bij de Slag aan de Somme ingezet werd, was de Britse Mark I. De Slag aan de Somme liep voor de Britten uit op een drama. Na de introductie van de Mark I op het slagveld kwamen andere fabrikanten van rupsvoertuigen met hun nieuwste modellen en technische oplossingen. De nieuwste tanks van de eerste lichtingen waren meestal niet beter dan de reeds bestaande modellen. Aan het eind van de Eerste Wereldoorlog was het alle partijen duidelijk dat tanks nog verder ontwikkeld moesten worden voordat ze opnieuw op het slagveld ingezet kon worden.

## Werking
Het principe van de rupsband bestaat hierin dat het voertuig zelf een baan legt voor zijn loopwielen; vandaar de Engelse naam voor een rupsbandvoertuig: track-laying vehicle. Als het laatste loopwiel gepasseerd is, wordt de baan weer opgenomen, met een snelheid die het dubbele bedraagt van die van het voertuig naar voren bewogen en daar weer klaargelegd. De loopwielen zijn meestal niet aangedreven: het voertuig trekt zich over de baan voort met het tandrad dat de band van achteren opheft of met een tandrad dat de band neerlegt. Doordat het proces continu is kan men de baan zien als de omtrek van een denkbeeldig enkel groot wiel en vandaar dat de rupsband een "band" heet.
Rupsbanden bestaan tegenwoordig meestal uit brede losse schakels of segmenten die als een ketting aan elkaar gemaakt worden. De stukken zijn aan elkaar gezet met een scharnier waardoor ze flexibel zijn en om de wielen kunnen draaien. De band wordt door de motor met een getand aandrijvingswiel aangedreven. Door middel van gaten in de afzonderlijke delen wordt de kracht vervolgens doorgegeven aan de band die zich weer afzet tegen de grond. Het aandrijfwiel zit over het algemeen ver boven de grond zodat het in een vaste positie kan zitten, terwijl de andere wielen veren. Een niet aangedreven (tand)wiel zit aan de andere kant van de rupsband. Dit wiel zorgt voor een hoge hoek om makkelijk over obstakels te kunnen klimmen en verdeelt de kracht van de band goed.
Naast het loopwerk waarbij de rupsband zonder ondersteuning terugloopt en daarbij meestal rust op de loopwielen, een type dat in het Nederlandse leger wel het "Christieloopwerk" genoemd wordt, wordt bij het zogenoemde "Verbeterd Christieloopwerk" de rupsband aan de bovenzijde gesteund door top- of geleiderollers. Een VCL heeft doorgaans kleinere loopwielen dan het "Christieloopwerk". Deze benamingen zijn overigens niet technisch maar afgeleid van historische aanduidingen in het Britse leger op het eind van de Tweede Wereldoorlog; in feite gingen typen met toprollers aan het echte Christieloopwerk vooraf, dat zich onderscheidde door een onafhankelijke ophanging met springveren.

## Voor- en nadelen
Voor rupsvoertuigen is ongelijk terrein een veel kleiner probleem dan voor voertuigen met wielen; kleine heuvels en dalen, inclusief sloten en loopgraven worden namelijk gemakkelijk overbrugd. Ook zijn rupsbanden betrouwbaarder dan banden aangezien ze niet lek kunnen raken. Daar staat tegenover dat het verliezen van een enkel segment uit de band tot gevolg heeft dat het hele voertuig zich niet meer kan verplaatsen.
Rupsvoertuigen zullen verder minder snel in zachte grond blijven steken aangezien ze de druk verdelen. De relatief lage bodemdruk betekent ook dat een rupsvoertuig veel lager is dan een wielvoertuig met dezelfde bodemdruk: dat zou enorme wielen nodig hebben. De draaicirkel is ook veel kleiner; een rupsvoertuig kan zich zelfs op de plaats helemaal ronddraaien. Rupsvoertuigen draaien immers door de rupsbanden ten opzichte van elkaar met verschillende snelheden te bewegen. Door de rupsbanden tegen elkaar in laten draaien, kan het voertuig surplace een pirouette maken.
De nadelen van rupsbanden zijn een lagere maximumsnelheid, grotere slijtage en brandstofgebruik en de schade die toegebracht wordt aan verharde wegen. Vaak worden rupsvoertuigen om deze redenen met een dieplader vervoerd, hoewel technische vooruitgang dit verschijnsel minder noodzakelijk heeft gemaakt.
Een ander nadeel van rupsvoertuigen is de geluidsoverlast, vooral, maar niet enkel voor de chauffeurs.